# Шоуэрман, Кристофер
Кристофер «Клер» Шоуэрман (англ. Christopher Showerman; род. 24 июня 1971, Джэксон, Мичиган) — американский актёр, сценарист и продюсер. Известен актёрскими работами в «C.S.I.: Майами», «Одинокие сердца», «Джордж из джунглей 2».

## Личная жизнь
Кристофер Шоуэрман родился в Мичигане. В 1992 стал выпускником Мичиганского университета, где он специализировался в музыке. Окончил учёбу в средней школе Стокбриджа в 1989 году. В 2000 году начал сниматься в кино. Первым фильмом с его участием стал фильм «Брошенный». Затем он сыграл главные и второстепенные роли в фильмах: «C.S.I.: Майами», «Одинокие сердца», «Джордж из джунглей 2». Но самым лучшим из них оказался «Джордж из джунглей 2».